# Carmela Porteiro Lago
Carmela Porteiro Lago (Santiago de Compostela, 1950) es una bióloga e investigadora de pesquerías española, experta en evaluación y gestión de recursos marinos vivos.

## Biografía y trayectoria
Porteiro se crio en una familia concienciada con la educación en igualdad para mujeres y hombres. Durante su infancia y adolescencia tuvo mucha relación con el científico Tomás Batuecas, quien fue como un abuelo para ella y ejerció influencia en su formación, aunque siempre tuvo gran pasión por la naturaleza.
Estudió Biología en la Universidad de Santiago de Compostela, siendo sus materias favoritas la genética, la bioquímica y la botánica. Posteriormente realizó un curso de oceanografía en Vigo, en la Ría de Arosa, y gracias a eso pudo entrar en 1976 como alumna libre en el laboratorio del Centro Oceanográfico de Vigo. Fue encadenando becas y contratos hasta que en 1989 obtuvo su plaza de funcionaria en el Instituto Español de Oceanografía (IEO).
Se especializó en la evaluación y gestión de recursos marinos vivos y se dedicó principalmente a la investigación desde diferentes ámbitos. Porteiro se hizo experta en especies pelágicas de vida corta y comenzó a trabajar especialmente con la sardina, en todos los aspectos: crecimiento, biología y dinámica de poblaciones. Sobre todo participó en campañas de investigación acústica y también en las campañas de pesca de demersales (que habitan en aguas profundas o cerca de las zonas litorales) y en estudios de selectividad de artes de pesca entre otras.
Dirigió expediciones a bordo de varios buques, como el Cornide Saavedra, el mejor equipado de España en esa época, con las mayores dimensiones y enorme capacidad multidisciplinar y el Thalassa, contando con la participación de los patrones pesqueros aportando su experiencia y conocimientos en cuanto a la ubicación y costumbres de las pesquerías en estudio.
En el año 1979 formó parte de la campaña "Cigala 79", organizada a raíz de la crisis con la gestión de la cigala en España y Portugal durante el mes de agosto. La expedición recorrió el litoral atlántico desde Finisterre a Huelva, con la asistencia de patrones especializados de las zonas españolas y portuguesas, que estuvieron prestando su ayuda a bordo del Cornide Saavedra. 
Años después se centró más en la evaluación y gestión de pesquerías, actividad en la que se especializó y a la que dedicó la mayor parte de sus años profesionales.
Empezó su vinculación con el ICES en 1983, formando parte del grupo de trabajo de la sardina y al que después siguieron los demás peces pelágicos. El ICES-CIEM, Consejo Internacional para la Exploración del Mar es la organización científica intergubernamental en investigación marina que con más de un siglo de historia, es la más antigua del mundo y se convirtió en el organismo asesor para la gestión sostenible de las pesquería en la Unión Europea. Durante 10 años fue la delegada española del Comité Asesor para la Gestión de Pesquerías. Allí se decidían los consejos científicos de cada país, basándose en los informes de los diferentes grupos. En 2004 fue nombrada delegada de España en ICES y en 2005 fue la segunda mujer en ocupar la vicepresidencia, que tras cumplir los 3 años de mandato renovó por otros 3 años más.
La mejora del conocimiento y la llegada de la tecnología supuso un avance importante en la recogida y almacenamiento de los datos, aunque según dice Porteiro la base de la investigación es la misma. En su experiencia, el debate entre la parte científica y el sector pesquero siempre fue en un tono dialogante, con transparencia y de modo constructivo. Concienciada con el cambio climático y el impacto humano en el planeta, en relación con la pesca, considera que esta debe seguir adaptándose a los recursos disponibles y mejorar tecnológicamente para eliminar el descarte y la captura accesoria (bycatch) y realizar una pesca sostenible.
Al inicio de su carrera no hubo muchas mujeres que como ella se dedicasen a esta profesión. Vivió en los barcos el recelo de la tripulación, cuando era la única mujer o como mucho con una compañera a bordo, que era lo permitido. Sobre todo, cuando comenzó a dirigir campañas tuvo los momentos más tensos, porque los varones no aceptaban las decisiones que ella tomaba, queriendo imponer las suyas. Pasados los años se logró avanzar mucho, pero en varias entrevistas recuerda la mucho que le costó a ella y a otras investigadoras llegar a cargos de responsabilidad. Hasta el año 2004 no se nombró a la primera directora del IEO, Concha Soto y a Pilar Pereda como Jefa del Área de Pesca, coincidiendo en los años que Porteiro fue vicepresidenta.
Carmela Porteiro se convirtió en una pionera y referente para otras niñas y mujeres que pueden seguir una carrera científica, a las que anima diciendo:

Que continúen, que lo hagan, que si es su sueño lo persigan que es una carrera muy bonita. Hoy en día está todo mucho mejor: hay más igualdad, hay casi paridad, hay más directoras de centro y las mujeres llegan a cuotas de poder más altas. Cuando empecé en el 76 fuimos muchas mujeres trabajando en pesquerías y todas muy luchadoras. Pese a las dificultades, no nos cortamos para nada: embarcamos, fuimos a la Antártida… hicimos todo lo que hay que hacer. Éramos jóvenes y nos comíamos el mundo. Fue una vida laboral muy buena y muy enriquecedora. Ahora veo la parte bonita, pero tuvo también sus sin sabores.

## Premios y reconocimientos
En el Consello da Cultura Galega organizaron un homenaje en el año 2019, en reconocimiento a su trabajo como científica pionera en el campo de la investigación marina. En este acto se destacó el difícil recorrido de las científicas de la generación de Carmela Porteiro, en la oceanografía y los recursos marinos, donde tuvieron que abrirse camino ante las barreras que se encontraron, así como las importantes aportaciones realizadas en este ámbito científico.